# Ariza Makukula
Ariza Makukula (* 4. März 1981 in Kinshasa, Zaïre) ist ein ehemaliger kongolesisch-portugiesischer Fußballspieler. Er ist Doppelstaatsbürger der Demokratischen Republik Kongo und von Portugal. Mit Kayserispor wurde Makukula in der Saison 2009/10 Torschützenkönig der Süper Lig mit 21 Toren, was als sein größter persönlicher Erfolg in seiner Karriere gilt.

## Karriere

### Verein
Ariza Makukula begann mit 18 Jahren seine Profikarriere als Reservist bei Vitória Guimarães. Ohne ein einziges Spiel bestritten zu haben, wechselte er noch in der Winterpause nach Spanien zum Zweitligisten UD Salamanca.
Auch dort konnte er sich nicht durchsetzen und wechselte nur nach einem halben Jahr zum CD Leganés. In Leganés bekam er dann seine Einsatzchancen und wurde Stammspieler. Daraufhin wurde sein Ex-Club UD Salamanca auf sein Potenzial aufmerksam und verpflichtete ihn erneut.
In dem Jahr schoss er 21 Tore, ehe er den Verein gegen eine Ablöse von 5,5 Mio. €, Richtung Nantes verließ, wo er nur ein Tor erzielte. Daraufhin wurde er für eine Saison zurück nach Spanien verliehen, um den abstiegsgefährdeten Club Real Valladolid zu unterstützen und Spielpraxis zu sammeln. Nach einer guten Saison wurde dann der FC Sevilla auf den Portugiesen aufmerksam und verpflichtete ihn gegen eine Ablöse von 3,5 Mio. €. In Sevilla schoss er nur ein Tor und wurde 2 Jahre später an den kleinen Club Gimnàstic de Tarragona verliehen. Auch dort gelang ihm nur ein Tor in 13 Spielen. Somit wurde er sofort ein Jahr darauf nach Portugal zum Erstligisten Marítimo Funchal verliehen, wo er mit 10 Toren wieder stark durchstartete.
Zur Saison 2008 sicherte sich der portugiesische Rekordmeister Benfica Lissabon die Dienste des portugiesischen Stürmers.
Doch da die Konkurrenz im Sturm zu groß wurde, beschloss man, Makukula in der Winterpause gegen eine Leihgebühr von 800.000 € nach Bolton zu verleihen. Insgesamt bestritt er für Bolton lediglich 6 Spiele und kehrte 2009 wieder nach Lissabon zurück.
Zur Saison 2009/10 wechselte er dann wieder leihweise in die Türkei zum Erstligisten Kayserispor, die zum Ende der Saison eine Kaufoption in Höhe von 3 Mio. € hatten. Dort konnte Makukula überzeugen und wurde mit 21 Toren in 29 Spielen Torschützenkönig der Turkcell Süper Lig. Die Kaufoption wurde von Kayserispor jedoch nicht gezogen, so wechselte er zur Saison 2010/11 zu Manisaspor. Zum Ende der Saison 2011/12 verpasste Manisaspor den Klassenerhalt und stieg somit in die TFF 1. Lig ab. Makukula trennte sich daraufhin vom Verein.
Ende August wurde sein Wechsel zum Erzrivalen Karşıyaka SK bekanntgegeben. Er überschrieb einen Einjahresvertrag. Bereits zur Winterpause löste er nach gegenseitigem Einvernehmen seinen Vertrag auf und verließ den Verein. Anschließend spielte er noch für Vitória Setúbal und OFI Kreta. Nach einem kurzen Engagement bei BEC-Tero Sasana beendete er seine Karriere als Fußballer.

### Nationalmannschaft
Für die Portugal bestritt er vier Spiele in der Qualifikation zur Europameisterschaft 2008 und schoss bei seinem Debüt am 17. Oktober 2007 gleich ein Tor gegen Kasachstan.

## Erfolge

### Im Verein
- FC Sevilla:
  - UEFA Cup Sieger: 2005/2006

- Kayserispor:
  - Torschützenkönig Turkcell Süper Lig: 2009/2010